# Лубянка (приток Стративы)
Лубянка (укр. Лубянка) — левый приток Стративы, протекающий по Новгород-Северскому району (Черниговская область, Украина).

## География
Длина — 8,5 км. Русло реки (отметки уреза воды) в среднем течении (Михайлово) находится на высоте 147,2 м над уровнем моря.
Русло слабо-извилистое; у истоков пересыхает. У истоков на реке создан пруд. Пойма занята заболоченными участками с тростниковой растительностью, лесами.
Река берёт начало на болоте южнее села Янжулевка (Новгород-Северский район). Болото входит в Дресновский заказник с общей площадью 100 га. Река течёт на запад, затем — при впадении безымянного притока, что тянется вдоль бывшего села Михайлово — северо-запад. Впадает в Стративу восточнее села Медведевка.
На правом берегу: при впадении безымянного притока, севернее бывшего села Михайлово расположена братская могила.
Русло реки и её пойма в среднем течении (севернее Михайлово) заняты одноименным гидрологическим заказником, площадью 128 га.
Притоки: (от истока к устью) нет крупных
Населённые пункты на реке: (от истока к устью)
1. Михайлово
2. Лубьяное[5]